# Катастрофа DC-10 в Антарктиде
Катастрофа DC-10 в Антарктиде (также известная как Катастрофа на Эребусе) — крупная авиационная катастрофа, произошедшая 28 ноября 1979 года. Авиалайнер McDonnell Douglas DC-10-30 авиакомпании Air New Zealand выполнял экскурсионный рейс TE 901 по маршруту Окленд—Крайстчерч—Окленд (через Антарктиду), но через 5 часов и 32 минуты после взлёта из аэропорта Окленда врезался в склон горы Эребус и разрушился. Погибли все находившиеся на его борту 257 человек — 237 пассажиров и 20 членов экипажа.
Катастрофа рейса 901 остаётся крупнейшей в истории новозеландской авиации и в истории Новой Зеландии. 
Первоначальное расследование причин катастрофы показало, что она произошла из-за ошибки пилотов. По общим требованиям была создана специальная комиссия, которая занялась углублённым расследованием. Окончательной причиной катастрофы был назван неверный план полёта, в результате которого самолёт сбился с курса и столкнулся с горой Эребус, которая находится в 44 километрах к востоку от заданного маршрута.

## Сведения о рейсе 901

### Самолёт
McDonnell Douglas DC-10-30 (регистрационный номер ZK-NZP, заводской 46910, серийный 182) был выпущен в 1974 году (первый полёт совершил 8 ноября). 13 декабря того же года был передан авиакомпании Air New Zealand (стал 4-м из 8 DC-10 в её авиапарке). Оснащён тремя турбовентиляторными двигателями General Electric CF6-50C2. На день катастрофы налетал 20 763 часа.

### Экипаж и пассажиры
Самолётом управлял опытный экипаж, состав которого был таким:
- Командир воздушного судна (КВС) — 45-летний Томас Дж. Коллинс (англ. Thomas J. Collins). Налетал 11 151 час, 2782 из них на McDonnell Douglas DC-10.
- Второй пилот — 37-летний Грегори М. Кассин (англ. Gregory M. Cassin). Налетал 7934 часа, 1361 из них на McDonnell Douglas DC-10.
- Бортинженер — 40-летний Гордон Б. Брукс (англ. Gordon B. Brooks). Налетал 10 668 часов, свыше 3000 из них на McDonnell Douglas DC-10. Известен тем, что 23 декабря 1978 года, будучи в составе экипажа рейса TE-103 Нанди—Окленд, принимал участие в спасении Cessna 188.
- Сменный второй пилот — 39-летний Грэм Н. Лукас (англ. Graham N. Lucas).
- Сменный бортинженер — 44-летний Николас Дж. Молоуни (англ. Nicholas J. Moloney). Налетал 6468 часов, свыше 1700 из них на McDonnell Douglas DC-10.

В салоне самолёта работали 15 бортпроводников:
- Грэм Л. Кэйтер (англ. Graham L. Cater),
- Элизабет М. Карр-Смит (англ. Elizabeth M. Carr-Smith),
- Дайен Киннан (англ. Diane Kinnan),
- Джеймс Ч. Льюис (англ. James C. Lewis),
- Рой У. Макферсон (англ. Roy W. McFerson),
- Сюзэнн М. Маринович (англ. Suzanne M. Marinovic),
- Брюс Р. Максвелл (англ. Bruce R. Maxwell),
- Катрина М. Дж. Моррисон (англ. Katrina M. J. Morrison),
- Дэвид Б. Сикельмор (англ. David B. Sickelmore),
- Стивен Дж. Симмонс (англ. Steven J. Simmons),
- Мария-Тереза Вулферт (англ. Marie-Therese Wolfert),
- Дэвид Дж. Беннетт (англ. David J. Bennett),
- Мартин Дж. Коллинс (англ. Martin J. Collins),
- Майкл Дж. Финлэй (англ. Michael J. Finlay),
- Рассел М. Скотт (англ. Russell M. Scott).

| Гражданство    | Пассажиры | Экипаж | Всего |
| -------------- | --------- | ------ | ----- |
| Новая Зеландия | 180       | 20     | 200   |
| Япония         | 24        | 0      | 24    |
| США            | 22        | 0      | 22    |
| Великобритания | 6         | 0      | 6     |
| Канада         | 2         | 0      | 2     |
| Австралия      | 1         | 0      | 1     |
| Франция        | 1         | 0      | 1     |
| Швейцария      | 1         | 0      | 1     |
| Всего          | 237       | 20     | 257   |

Всего на борту самолёта находились 257 человек — 237 пассажиров и 20 членов экипажа.

### Антарктические экскурсии
Подобные экскурсионные полёты авиакомпания Air New Zealand проводила с 1977 по 1979 годы. Самолёт с экскурсантами и гидом вылетал из аэропорта Окленда и, достигнув побережья Антарктиды, снижался у пролива Мак-Мёрдо. Гид вёл экскурсию, а пассажиры могли любоваться антарктическими ландшафтами. По окончании авиаэкскурсии протяжённостью 8630 километров самолёт возвращался назад в Окленд. Стоимость одного экскурсионного билета (в 1979 году) составляла 359 новозеландских долларов.
Для антарктических полётов Air New Zealand использовала 1 из 8 своих DC-10. Самолёт, как правило, заполняли, оставляя пустыми 15% пассажирских кресел. Это позволяло пассажирам комфортнее перемещаться по салону и пользоваться иллюминаторами.

## Хронология событий
9 ноября 1979 года (за 19 дней до катастрофы) КВС Коллинс и второй пилот Кассин прибыли на организационное заседание, на котором определялся маршрут рейса TE 901. Для Коллинса и Кассина это был первый рейс в Антарктиду. Но несмотря на это, организаторы рейса решили назначить именно их, поскольку оба пилота были опытными, и считали, что этот рейс для них будет простым. Также на встрече присутствовал Лесли Симпсон (англ. Leslie Simpson), бывший командиром того же самого рейса 14 ноября.
28 ноября рейс TE 901 вылетел из аэропорта Окленда в 07:17 NZST и через 11 часов должен был прибыть в аэропорт Крайстчерча. Далее должна была следовать дозаправка и возвращение в Окленд около 21:00. На его борту находились 20 членов экипажа и 237 пассажиров. Гидом на рейсе TE 901 был 52-летний Питер Д. Малгрю.
Где-то ближе к 12:40 рейс 901 приближался к острову Росса (Антарктида). До острова Росса полет проходил в визуальных метеорологических условиях. Перед пролетом над островом Росса на высоте 4800 метров появились облака. КВС принял решение снижать самолёт «двумя орбитами» в районе разрыва облачности до высоты 470 метров, чтобы следовать через полярную станцию Мак-Мёрдо.
В процессе снижения лайнер отклонился от курса на восток. Сразу после занятия высоты 470 метров в кабине экипажа сработал сигнал системы предупреждения об опасном сближении с землей (GPWS).
| 12:49:44 | GPWS | WHOOP! WHOOP! PULL UP! WHOOP! WHOOP!                        |
| 12:49:48 | БИ   | 500 футов. (англ. Five hundred feet.)                       |
|          | GPWS | PULL UP!                                                    |
|          | БИ   | 400 футов. (англ. Four hundred feet.)                       |
|          | GPWS | WHOOP! WHOOP! PULL UP! WHOOP! WHOOP! PULL UP!               |
|          | КВС  | Взлётный режим, пожалуйста. (англ. Go-around power please.) |
|          | GPWS | WHOOP! WHOOP! PULL…                                         |
| 12:49:50 |      | Звук удара, конец записи.                                   |

Командир дал двигателям взлётный режим и потянул штурвал на себя, но в 12:49 NZST рейс TE 901 врезался в склон горы Эребус (остров Росса, Антарктида) на высоте 447 метров над уровнем моря. Удар был такой силы, что лайнер полностью разрушился на мелкие обломки (за исключением хвостовой и центральной частей), а в обломках центральной части возникло возгорание. Все 257 человек на борту самолёта погибли.

## Расследование
Расследование причин катастрофы рейса TE 901 проводила новозеландская комиссия во главе со следователем Рональдом Чиппиндейлом.
Отчёт расследования был опубликован 30 мая 1980 года. Согласно ему, основной причиной катастрофы стали ошибки пилотов: снижение ниже безопасной высоты полётов в условиях плохой видимости. 
Но за пилотов вступился опытный пилот Гордон Ветт (англ. Gordon Vette), капитан Air New Zealand, который годом ранее вместе с бортинженером этого рейса Гордоном Бруксом провел успешную операцию по спасению Cessna 188. Ветт убедил общественность и судью Петера Махона в том, что у пилотов не было шанса спасти DC-10. Ветт дал характеристику КВС Томасу Коллинзу «как самому осторожному пилоту на земле». Ветт доказал, что маршрут был изменен перед самим рейсом, а пилоты не были поставлены в курс изменений.
Утвержденный план полёта предполагал, что маршрут должен пролегать от мыса Халлетт до всенаправленного маяка (NDB) Мак-Мёрдо. Этот маршрут проходил непосредственно над 3800-метровым пиком горы Эребус. Однако из-за опечатки в географических координатах план полёта, который использовался во всех предыдущих экскурсионных полётах, отличался от утверждённого и проходил примерно в 43 километрах западнее Эребуса. Такой же план был представлен экипажу командира Коллинса на брифинге перед полётом. Накануне вылета авиакомпания была проинформирована о навигационной ошибке КВС предыдущего рейса. В план полёта были внесены изменения, но экипажу об этом не сообщили. После этих изменений маршрут проходил не в стороне от горы, как думал экипаж, а над её вершиной.
Фотографии, сделанные во время предыдущих полётов, в том числе напечатанные в рекламных буклетах авиакомпании, доказывают, что снижение ниже безопасной высоты полётов практиковалось и раньше. Это было запрещено, но так как маршрут обычно проходил над проливом Мак-Мёрдо, не представляло большой опасности. Авиадиспетчер на базе Мак-Мёрдо не знал об изменении маршрута, поэтому дал разрешение на снижение при наличии условий для визуального полёта.
По фотографиям, сделанным пассажирами за несколько секунд до столкновения, видно, что полёт проходил ниже облаков, а видимость превышала 10 километров. Другие комиссии, расследовавшие причины катастрофы, предположили, что белые облака сливались с белым склоном горы, создавая иллюзию, из-за которой невозможно было правильно определить линию горизонта. Запись речевого самописца показывает, что экипаж считал, что видит перед собой ледник Росса, а Эребус находится в нескольких десятках километров в стороне. Ветт предположил, что оптическая иллюзия белой пелены могла заставить белоснежный склон горы Эребус казаться снежной равниной залива Мак-Мердо, это привело экипаж к убеждению, что они следуют прежнему маршруту. Судья Махон даже совершил вертолетный полет к горе Эребус во время своего расследования, чтобы лично убедиться в феномене белой пелены.
Сигнал системы предупреждения об опасном сближении с землёй (GPWS) сработал вовремя, но экипаж не успел набрать высоту.
Окончательный отчет Махона был опубликован 27 апреля 1981 года и в значительной степени согласился с гипотезами Ветта. Махон признал Air New Zealand финансово ответственной, описав их попытки переложить вину на погибший экипаж как «очевидную часть попытки скрыть серию катастрофических административных ошибок». Air New Zealand обжаловала это решение в Апелляционном суде Новой Зеландии, и хотя финансовые санкции были в конечном итоге сняты, суд отказался отменить какие-либо фактические выводы Махона. Ветт из-за этого разбирательства был вынужден уйти из авиакомпании, в которой работал с 1948 года.

## В культуре
- На телевидении Новой Зеландии в 1988 году был выпущен мини-сериал «Эребус: последствия» (англ. Erebus: The Aftermath).
- Катастрофа рейса 901 показана в американском документальном телесериале от «MSNBC» Почему разбиваются самолёты[англ.] (англ. Why Planes Crash) в серии Внезапное столкновение (англ. Sudden Impact).
- Поскольку рейс 901 был экскурсионным, пассажиры на борту всегда снимали фото и даже видео. Этих кадров сохранилось довольно много. В том числе и видеозаписи расслабленной атмосферы внутри салона незадолго до катастрофы[13].